# 亚述尼拉里三世
亚述尼拉里三世（英語：Ashur-nirari III，？—前1197年），中亚述时期的亚述国王（公元前1203年—公元前1197年在位）继承亚述纳迪纳普利之位，在位6年遇刺身亡。
| 前任： 亚述纳迪纳普利 | 亚述国王 前1203年－前1197年 | 繼任： 恩利尔-库杜里-乌苏尔 |